# Agnès Martin-Lugand
Agnès Martin-Lugand est une romancière française née le 22 juillet 1979 à Saint-Malo en Ille-et-Vilaine (Bretagne). Elle quitte ses terres pour partir étudier à Paris. Mariée et mère de deux enfants, elle décide de revenir s’y installer avec toute sa famille.
Depuis son tout premier roman déjà best-seller en 2013, Les gens heureux lisent et boivent du café, elle fait partie du Top 10 des auteurs préférés des Français. Traduits dans plus de trente-cinq langues, ses romans se sont vendus à plus de 5 millions d’exemplaires en France et dans le monde.

## Biographie
Psychologue de formation, c’est lors de la rédaction de son mémoire de fin d'études qu’Agnès Martin-Lugand prend conscience du plaisir qu’elle éprouve à écrire.
Après avoir exercé en tant que psychologue clinicienne en crèche puis en pouponnière, elle prend conscience de sa vocation littéraire et de la nécessité d'insérer de la douceur dans un contexte de violence. Elle se tourne vers l'écriture et publie un premier roman Les gens heureux lisent et boivent du café en auto-édition sur la plate-forme Kindle d'Amazon.com, le 25 décembre 2012, après avoir suivi un accompagnement littéraire avec l'écrivain Laurent Bettoni,,.
Vite repérée par des blogueurs littéraires proches du milieu de l'auto-édition, elle est finalement publiée par les éditions Michel Lafon,. Les Éditions Michel Lafon publient Les gens heureux lisent et boivent du café en juin 2013. Le succès est immédiat en France comme à l’étranger. Roman-événement de la célèbre Foire du livre de Londres où se réunissent tous les éditeurs internationaux, il est traduit dans le monde entier.
Son deuxième roman, Entre mes mains le bonheur se faufile, est publié en 2014 ; puis paraissent La vie est facile, ne t’inquiète pas — la suite des Gens heureux… — (2015), Désolée, je suis attendue (2016), J'ai toujours cette musique dans la tête (2017), À la lumière du petit matin (2018), Une évidence (2019) et Nos résiliences (mai 2020). Depuis 2017, Agnès Martin-Lugand participe aux recueils collectifs Treize à table chez Pocket, édités au profit des Restos du cœur.
En 2020, elle figure pour la troisième fois au palmarès des dix best-sellers de L’Express, aux côtés d’Amélie Nothomb, Sylvain Tesson, Karine Tuil ou encore Michel Houellebecq… 
Elle a été marraine de la Fête du livre de Saint-Étienne en 2016, membre du jury du prix littéraire Régine-Deforges en 2018 et 2019, présidente du salon du livre de Limoges en 2021 et Saint-Raphaël en 2023, et membre puis présidente du jury du prix littéraire Aufeminin.com en 2018 et 2019,. En 2022, elle a été la présidente du prix Les Petits Mots des libraires. En 2024, elle a été la présidente du 55e Prix Maison de la Presse et du Printemps du Livre de Montaigu.
Agnès Martin-Lugand est l'auteure d'un des trois textes de la Grande Dictée des jeux, organisée sur le Champ de Mars, dans le cadre du Festival du livre de Paris le 12 avril 2024, sous la houlette d'Augustin Trapenard.

## Thèmes
Dans ses romans, Agnès Martin-Lugand aborde divers sujets de société qui lui tiennent à cœur : le deuil (Les gens heureux lisent et boivent du café), la reconstruction (La vie est facile, ne t’inquiète pas), les choix de vie et l’accomplissement (Entre mes mains le bonheur se faufile), l’addiction au travail (Désolée, je suis attendue), l’ambition (J’ai toujours cette musique dans la tête), l’adultère (À la lumière du petit matin), les secrets de famille (Une évidence)…

## La musique dans ses romans
La musique est indispensable au processus créatif d'Agnès Martin-Lugand. Chaque scène est écrite à partir d’une musique, d’un titre, qu’elle peut écouter cinquante fois, soixante fois s’il le faut, jusqu’à ce que la scène accueille son point final.
Chacun des douze romans d’Agnès a sa playlist dédiée que l’on retrouve sur toutes les plateformes d’écoute.
La Déraison a donné lieu à des lectures musicales (au salon du livre de Paris 2022) durant lesquelles Agnès Martin-Lugand lisait des extraits de son roman accompagnée sur scène d’un pianiste jouant en live des morceaux de la playlist.

## Romans
- 2013 : Les gens heureux lisent et boivent du café, Éditions Michel Lafon  (ISBN 978-2-749-91998-0)
- 2014 : Entre mes mains le bonheur se faufile, Éditions Michel Lafon  (ISBN 978-2-749-92209-6)
- 2015 : La vie est facile, ne t'inquiète pas, Éditions Michel Lafon  (ISBN 978-2-749-92386-4)
- 2016 : Désolée, je suis attendue, Éditions Michel Lafon  (ISBN 978-2-749-92387-1)
- 2017 :  J'ai toujours cette musique dans la tête, Éditions Michel Lafon  (ISBN 978-2-749-92901-9)[30]
- 2018 :  À la lumière du petit matin, Éditions Michel Lafon  (ISBN 978-2-749-92902-6)
- 2019 :  Une évidence, Éditions Michel Lafon  (ISBN 978-2-7499-3477-8)
- 2020 : Nos résiliences, Éditions Michel Lafon  (ISBN 978-2-7499-3478-5)
- 2021 : La Datcha, Éditions Michel Lafon  (ISBN 978-2-7499-4163-9)[31]
- 2022 : La Déraison, Éditions Michel Lafon  (ISBN 9782749941646) édition audio  (ISBN 9791036618772)
- 2023 : L'Homme des Mille Détours, Éditions Michel Lafon  (ISBN 9782749950631)
- 2025 : Les Renaissances, Éditions Michel Lafon  (ISBN 9782749950648)

Tous les romans d’Agnès Martin-Lugand sont publiés en format poche aux éditions Pocket et en livre audio chez Lizzie. À l'occasion des dix ans de la parution des Gens heureux lisent et boivent du café, Agnès Martin-Lugand a enregistré une nouvelle version de son premier roman et de sa suite La vie est facile, ne t’inquiète pas, dont elle assure elle-même la lecture.

## Nouvelles
- 2016 : Merci la maîtresse, dans 13 à table ! 2017, Paris, Pocket, n° 16745, novembre 2016, p. 163-190.  (ISBN 978-2-266-27126-4)[32]
- 2017 : Le monde est petit, dans 13 à table ! 2018. Paris, Pocket n° 17059, novembre 2017.  (ISBN 978-2-266-27952-9)
- 2018 : La Crémaillère, dans 13 à table ! 2019. Paris, Pocket n° 17272, novembre 2018 (ISBN 978-2-266-28641-1)
- 2019 : Un voyage dans le temps, dans 13 à table ! 2020. Paris, Pocket n° 17728, novembre 2019 (ISBN 978-2-266-30550-1)
- 2020 : Des lettres oubliées, dans 13 à table ! 2021, Paris, Pocket n° 18272, novembre 2020, p. 171-190[33] (ISBN 978-2-266-30754-3)

- 2021 : Le Coup de folie des vacances, dans 13 à table ! 2022, Paris, Pocket n° 18272, novembre 2021. (ISBN 978-2-266-31648-4)
- 2022 : Le Choix du monde, dans 13 à table ! 2023, Paris, Pocket no 18566, novembre 2022, p. 149-160. (ISBN 978-2-266-32330-7)
- 2022 : Le Bar était désert, dans le magazine Elle, 22 juillet 2022, dans le cadre des « nouvelles inédites de l'été », ayant pour thème « Une nuit à l'hôtel »[34]
- 2023 : Chloé et Lynaïs, Deux anges pour l'éternité, dans 125 et des milliers, Paris, Harper Collins, mars 2023,  (ISBN 979-10-339-1287-3)
- 2023 : Où en serions-nous aujourd'hui, dans 13 à table ! 2024, Paris, Pocket, novembre 2023 (ISBN 978-2-266-33859-2)
- 2024 : On ne savait pas comment vous le dire, dans 13 à table ! 2025, Paris, Pocket, novembre 2024, (ISBN 978-2-266-34491-3)

## Jeunesse
2021 : Le Voleur de sapins, illustrations de Sess, Paris, Michel Lafon, collection Une histoire et Oli, adaptée du podcast du même nom, en coédition avec France Inter  (ISBN 978-2-7499-4847-8)

## Adaptations en bandes dessinées et à l'écran
- 2019 : Les gens heureux lisent et boivent du café en 2019, scenario : Véronique Grisseaux, dessin : Cécile Bidault, Michel Lafon   (ISBN 978-2-7499-3334-4)

- 2022 : La vie est facile, ne t’inquiète pas en 2022, scenario : Véronique Grisseaux, dessin : Cécile Bidault, Michel Lafon  (ISBN 978-2-7499-3619-2)

- En 2024, les droits d'adaptation audiovisuelle de L'Homme des mille détours ont été acquis par la société de production Elephant pour une adaptation en série[35],[36].

## Prix et nominations
- 2021: prix Les Petit Mots des libraires pour La Datcha[37].

- 2022 : nomination prix Babelio 2022 pour La Déraison[38].

- 2023 : prix des Palanges pour La Déraison[39].